# Cal Petxo
Cal Petxo és un edifici d'Alella inclòs a l'Inventari del Patrimoni Arquitectònic de Catalunya.

## Descripció
Es tracta d'un edifici civil que forma part d'una antiga masia o casa de pagès que avui dia es troba integrada a un carrer del nucli urbà, i té un edifici adossat a la seva banda dreta. És una construcció de planta rectangular, formada per uns baixos, un pis i una teulada de dos vessants amb el carener perpendicular a la façana. L'edifici destaca pel seu portal de mig punt realitzat amb dovelles de gran mida, i per les dues finestres del pis superior que presenten les llindes, brancals i llindars de pedra, amb una petita motllura tallada. Afegit posteriorment hi ha a la planta baixa un portal en forma d'arc escarser, fet amb maó.